# Facultad Regional Villa María
La Facultad Regional Villa María (FRVM) es una de las facultades regionales de la Universidad Tecnológica Nacional más importantes por la diversidad de su oferta, su posición regional y su vínculo con la comunidad, destacándose tanto en el aspecto académico como por el vínculo con la comunidad empresaria, y teniendo la particularidad de ser la primera universidad radicada en el interior de Córdoba.

## Aspectos generales
La Facultad Regional Villa María se encuentra ubicada en el centro de la Provincia de Córdoba, está compuesta por aulas y dependencias administrativas en un edificio central. Dicha facultad cuenta también con numerosos laboratorios instalados y otras dependencias, incluyendo un frigorífico.

## Carreras de Grado
- Ingeniería Mecánica
- Ingeniería en Sistemas de Información
- Ingeniería Química
- Ingeniería Electrónica
- Ingeniería Civil
- Licenciatura en Administración Rural
- Licenciatura en Lengua Inglesa
- Licenciatura en Tecnología Educativa

## Carreras de Posgrado
- Maestría en Administración de Negocios
- Maestría en Tecnología en Alimentos
- Especialización en Higiene y Seguridad en el Trabajo
- Especialización en Ingeniería Ambiental

## Carreras de Nivel Superior
- Tecnicatura Superior en Negociación de Bienes
- Tecnicatura Superior en Mecatrónica
- Tecnicatura Superior en Administración y Gestión de Instituciones de ES

## Escuela de Gestión
La Escuela de Gestión (EDG) es el fruto de la integración de la Universidad Tecnológica Nacional (UTN, la Universidad con mayor trayectoria en la región y con la mayor cantidad de desarrollos conjuntos para el crecimiento del empresariado regional) y Shocrón Benmuyal & Asociados (SB&A, la Consultora de Gestión con dos décadas de trayectoria nacional e internacional, fuerte arraigo regional, y con amplia experiencia en nuestras empresas).
La Escuela de Gestión nace con el aval de más de diez años de trayectoria conjunta entre sus dos organizaciones que le dan origen, cuenta con una Junta Directiva conformada por los principales directivos de ambas, y se orienta a elevar la capacidad de gestión de las organizaciones de la región, buscando optimizar sus esfuerzos, productividad y resultados.
Una de las actividades de la EDG abiertas a la comunidad son los Encuentros de Empresarios y Ejecutivos, que constituyen la apertura para transmitir a quienes toman decisiones en las empresas medianas de la región los últimos avances, desarrollos y tecnologías de gestión en un clima ameno que combine las conferencias con un diálogo fluido y enriquecedor.

## Unidad de Vinculación Tecnológica
La UVT se ocupa de la relación entre la Facultad, el medio empresarial y las Instituciones Públicas Nacionales y los Gobiernos Provinciales y Locales en los diferentes temas de su incumbencia.
La permanente investigación de sus grupos y laboratorios tiene como objetivo la transferencia tecnológica hacia el sector productivo e industrias en general.
Otro de los objetivos es proveer a las empresas el vínculo con estructuras de financiamiento para la realización de inversiones que creen o amplien la capacidad productiva de la empresa y/o introduzcan nuevos productos, servicios o procesos.

## Escuela de Posgrado y Formación Continua
La Facultad Regional Villa María de la UTN, consciente de su responsabilidad de aportar los conocimientos a todo el ámbito organizacional, impulsa programas especialmente diseñados para lograr la adquisición de los conocimientos en forma paulatina a lo largo del año con una sustancial base práctica. 
Se pretende dar, en forma ordenada y con abundante documentación, parte de ella pre-impresa, los elementos principales que hacen a cada una de las temáticas propuestas.
Además contempla un lado la práctica de idioma inglés a nivel conversacional y por otro lado la enseñanza de computación. 
Con este apoyo extra-curricular se pretenden en el aspecto académico nivelar el conocimiento de los cursantes, evitando que estas limitaciones iniciales se constituyan en un freno para la formación. 
En el aspecto social, se pretende brindar igualdad de posibilidades a similar capacidad, fomentando la superación personal; como premio al esfuerzo de tantos emprendedores autodidactas. 
Para el logro de sus objetivos la Escuela de Posgrado y Formación Continua cuenta con un importante plantel de profesionales de cada una de las especialidades, tanto locales como docentes visitantes de otros puntos del país y del exterior.

### Convenios de Complemento y Asistencia
Las siguientes Instituciones han firmado convenio de Complemento y Asistencia con esta Casa de Altos Estudios. Estas Instituciones son auditadas por un cuerpo colegiado y capacitado en cada área certificando los cursos y capacitaciones que se dictan.
Institutos:
- CENMA Nº 201 (Ballesteros)
- Instituto de Formación Profesional CBTECH - Aprender21
- Fundación Saberes (Laboulaye)
- Municipalidad de Los Surgentes (Los Surgentes)
- Instituto CID (Oncativo)
- The English Academy (Pampayasta)
- Jeronimo Luis de Cabrera (Río II)
- Centro Integral de Capacitación (Villa del Rosario)
- Instituto Privado de Locución Stella Maris Cabrera (Villa María)
- Izajes Villa María (Villa María)
- Asoc. Civil "Va el Agua" (James Craick)
- IACAP (Río Tercero)
- CEMM  (Bomberos Voluntarios Monte Maíz)

## Enlaces
- Universidad Tecnológica Nacional
- UTN Facultad Regional Villa María
- UVT Facultad Regional Villa María